# Norbit
Norbit ist eine US-amerikanische Filmkomödie von Brian Robbins aus dem Jahr 2007.

## Handlung
Norbit wächst als Waise bei Mr. Wong in einem Waisenhaus auf. Er gilt in der Kindheit als ein Außenseiter und ist einzig mit Kate befreundet, welche aber adoptiert wird, weshalb er alleine ist. Eines Tages, auf einem Spielplatz, wird er von zwei Jungen belästigt und bekommt Hilfe von der fetten Rasputia, welche ihn sofort zu ihrem Freund erklärt.
Norbit steht als Erwachsener unter Zwang, die fette Rasputia zu heiraten, deren Brüder in illegale Geschäfte wie Schutzgelderpressung verwickelt sind. Er arbeitet nicht nur für die Familie Rasputias, sondern ist auch psychisch von ihr abhängig. Rasputia beginnt indessen bald eine Affäre mit ihrem Aerobictrainer und wird von Norbit in flagranti ertappt. Der ist psychisch zerstört und wirft seinen Ehering weg.
Als Norbit im Waisenhaus, dem er verbunden geblieben ist, eine Puppentheatervorstellung gibt, trifft er Kate dort wieder. Diese hat ihre erfolgreiche Boutique verkauft und will das Waisenhaus erwerben. Zwischen den beiden funkt es. Sie treffen sich wieder und verlieben sich, obwohl Kate unterdessen mit Deion Hughes verlobt ist. Kate, Norbit und Rasputia treffen auf einen Straßenfest zusammen. Rasputia verbietet Norbit jegliche Kontakte mit Kate und kippt eine Lautsprecherbox auf ihren Mann, der ins Krankenhaus muss. Kate besucht ihn und schlägt ihm eine Zusammenarbeit im Waisenhaus vor. Als Kate mit den Waisenhauskindern einen Wasserpark besucht, bittet sie Norbit um Begleitung. Rasputia drängt sich auf und nervt ihre Rivalin während des Besuchs. Ein Rutsch Rasputias auf der Riesenwasserrutsche krönt den Tag. Norbit und Kate verbringen viel Zeit miteinander, und Norbit lernt endlich mit einigen Hindernissen das Radfahren von ihr.
Rasputias Brüder planen die Übernahme des Waisenhauses, das in ein Bordell mit Namen „Nipplopolis“ umfunktioniert werden soll. Sie arbeiten dabei mit Deion Hughes zusammen, der hofft, dass die Heirat mit Kate ihm helfen könnte, die Immobilie zu übernehmen und zugleich Zugang zu dem restlichen Vermögen von Kate zu erlangen. Bei einem romantischen Dinner soll der ahnungslose Norbit Kate zur Unterschrift von für diese nachteilige Verträgen veranlassen. Während Rasputia beide verfolgt, besuchen sie die Trauungskapelle Kates und proben die Hochzeitszeremonie, wobei Norbit ihr ein Liebesgeständnis macht. Kate flüchtet verwirrt. Als Norbit nach Hause kommt, wird er von Rasputia misshandelt, bedroht und tyrannisiert. Gegenüber Kate spielt er Ablehnung. Als er flüchten will, trifft er Mr. Wong, der im zum Bleiben ermutigt.
Norbit, der in einer rasanten Fahrradtour herbeieilt, und seine Kumpel können die Hochzeitszeremonie Kates unterbrechen und den vierfachen Heiratsschwindler Hughes überführen. Rasputia und ihre Brüder werden in einem Showdown von den unterdrückten Anwohnern besiegt und vertrieben.
Norbit offenbart Kate seine Liebe und heiratet sie. Nach ihrer Hochzeit übernehmen sie zusammen das Waisenhaus, in dem einst beide aufgewachsen sind. Rasputia und ihre Brüder betreiben nun in Mexiko ein Striplokal mit Rasputia als Star.

## Hintergrund
Laut einem Interview mit Thandie Newton sei Eddie Murphy die Idee zum Film gekommen, nachdem er im Internet Videoclips gesehen hatte, in denen sehr korpulente afroamerikanische Frauen ihre winzigen Ehemänner verprügelt hätten.
Der Film wurde in Burbank, Kalifornien gedreht, auf dem Drehgelände der US-Serie Gilmore Girls. Er spielte bei einem Budget von 65 Millionen US-Dollar bis zum 1. April 2007 in den Kinos der USA ca. 94,6 Millionen US-Dollar ein.
Im Film hatte Eddie Murphy zwei unterschiedliche Synchronstimmen. Einerseits als Norbit seine bis dahin übliche, Randolf Kronberg, und zum anderen als Rasputia Dennis Schmidt-Foß. Da Kronberg im März 2007 verstarb, wurde die Synchronisation Eddie Murphys gänzlich von Dennis Schmidt-Foß übernommen. „Norbit“ ist somit der letzte Film, in dem Eddie Murphy mit der Stimme von Randolf Kronberg zu hören ist.

## Rezeption
Sam Adams spottete in der Los Angeles Times vom 9. Februar 2007, Eddie Murphy, der drei Rollen spiele, bewahre dadurch zwei andere Schauspieler vor einem „Schandfleck“ („nasty black mark“) in der Filmografie. Er lobte lediglich den Make-up-Experten Rick Baker, der die Verwandlungen von Murphy in unterschiedliche Gestalten ermöglichte und für den Oscar nominiert wurde.
James Berardinelli bezeichnete den Film auf ReelViews als eine „Fehlzündung“ („misfire“). Er spottete, dass der Horrorfilm Hannibal Rising – Wie alles begann unbeabsichtigt komisch wirke, während die Komödie Norbit unbeabsichtigt erschrecke. Der Film verfolge das Prinzip, dass Anstößigkeit automatisch komisch sein müsse. Eddie Murphy erbringe keine schauspielerischen Leistungen.
Am 23. Februar 2008 wurde Eddie Murphys schauspielerische Leistung im Film mit drei Goldenen Himbeeren abgestraft. Er erhielt den  Negativpreis für seine drei Rollen in den Kategorien „schlechtester Schauspieler“, „schlechteste männliche Nebenrolle“ und „schlechteste weibliche Nebenrolle“.

## Synchronisation
| Rolle             | Schauspieler    | Synchronsprecher   |
| ----------------- | --------------- | ------------------ |
| Norbit / Mr. Wong | Eddie Murphy    | Randolf Kronberg   |
| Rasputia          | Eddie Murphy    | Dennis Schmidt-Foß |
| Kate              | Thandiwe Newton | Nana Spier         |
| Big Black Jack    | Terry Crews     | Tobias Kluckert    |
| Blue              | Lester Speight  | Tilo Schmitz       |
| Earl              | Clifton Powell  | Thomas Petruo      |